# كونراد فيلهلم هاسي
كونراد فيلهلم هاسي (بالألمانية: Conrad Wilhelm Hase)‏ (و. 1818 – 1902 م) هو مهندس معماري، وأستاذ جامعي من ألمانيا . ولد في آينبك.
توفي في هانوفر.

## معرض صور

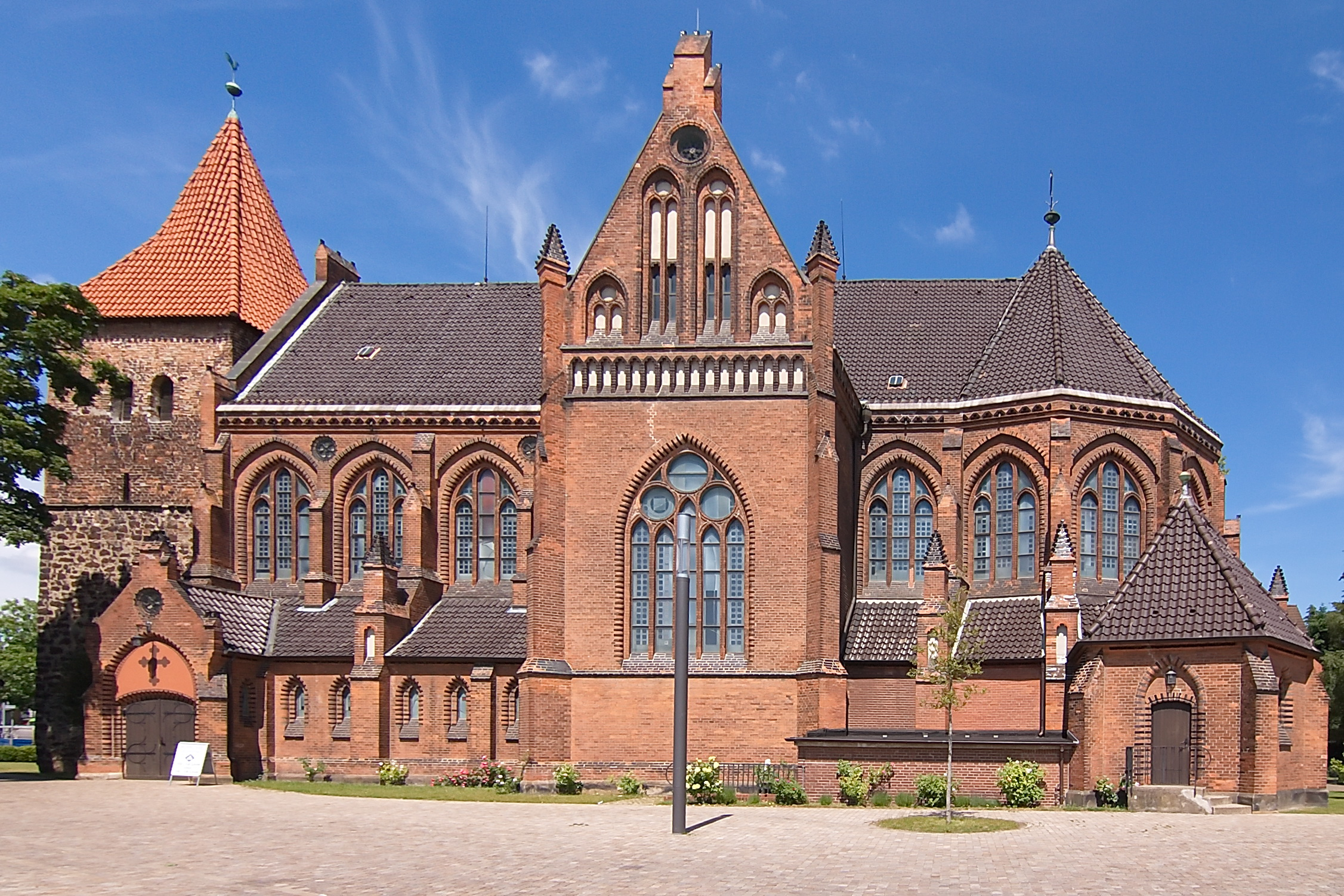
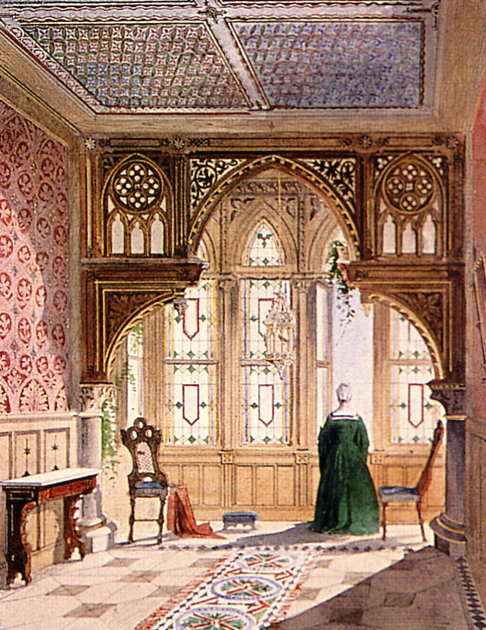
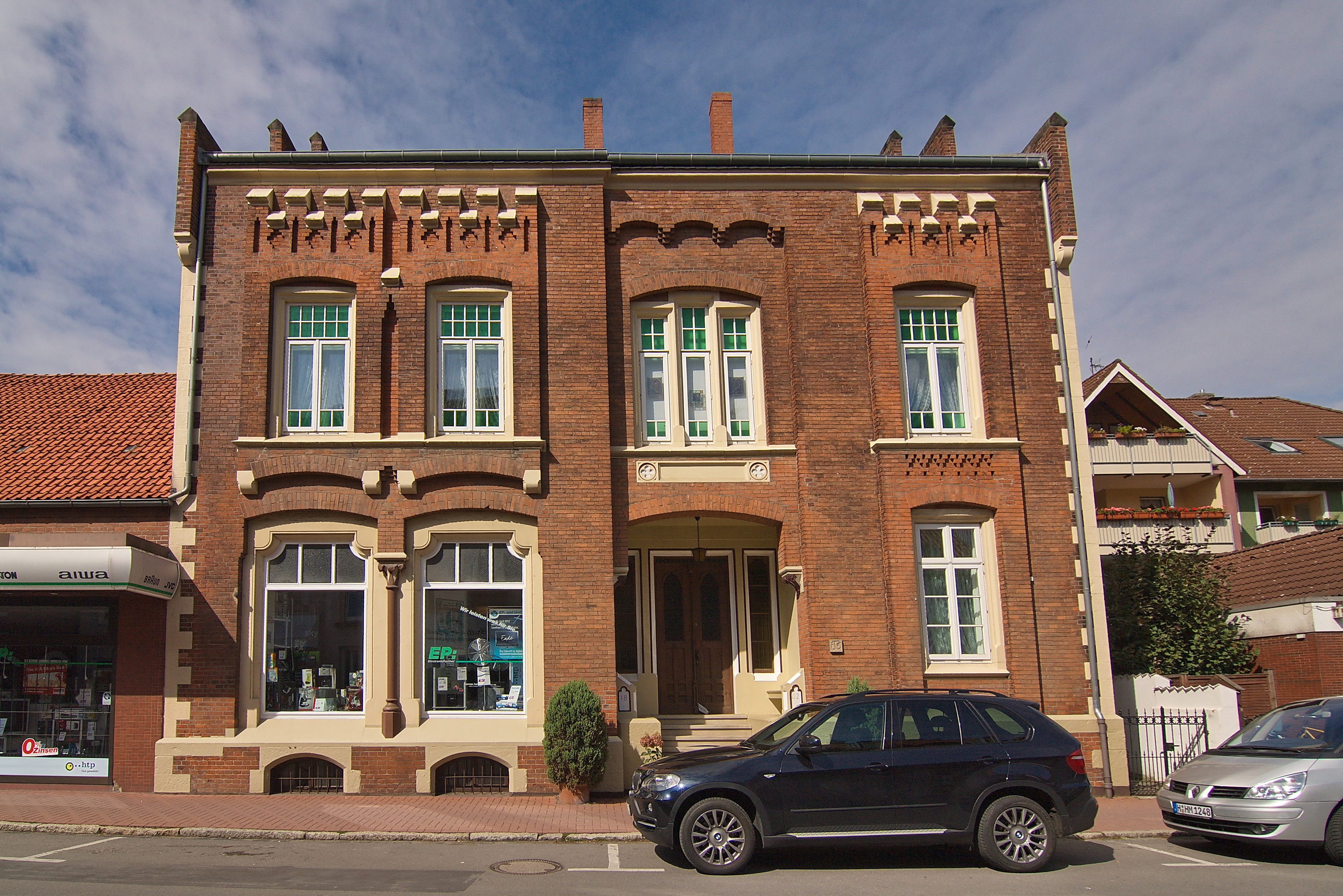
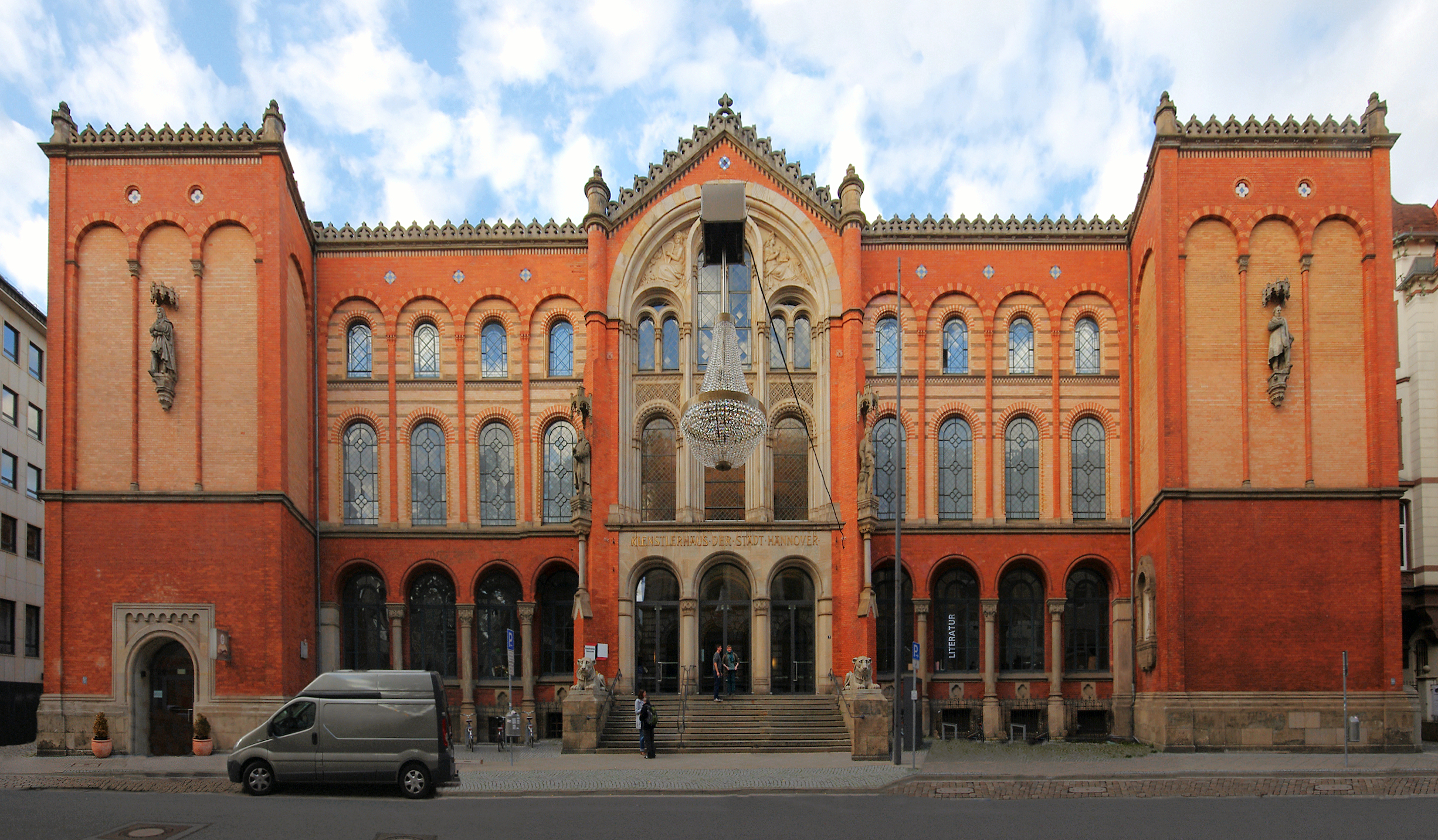
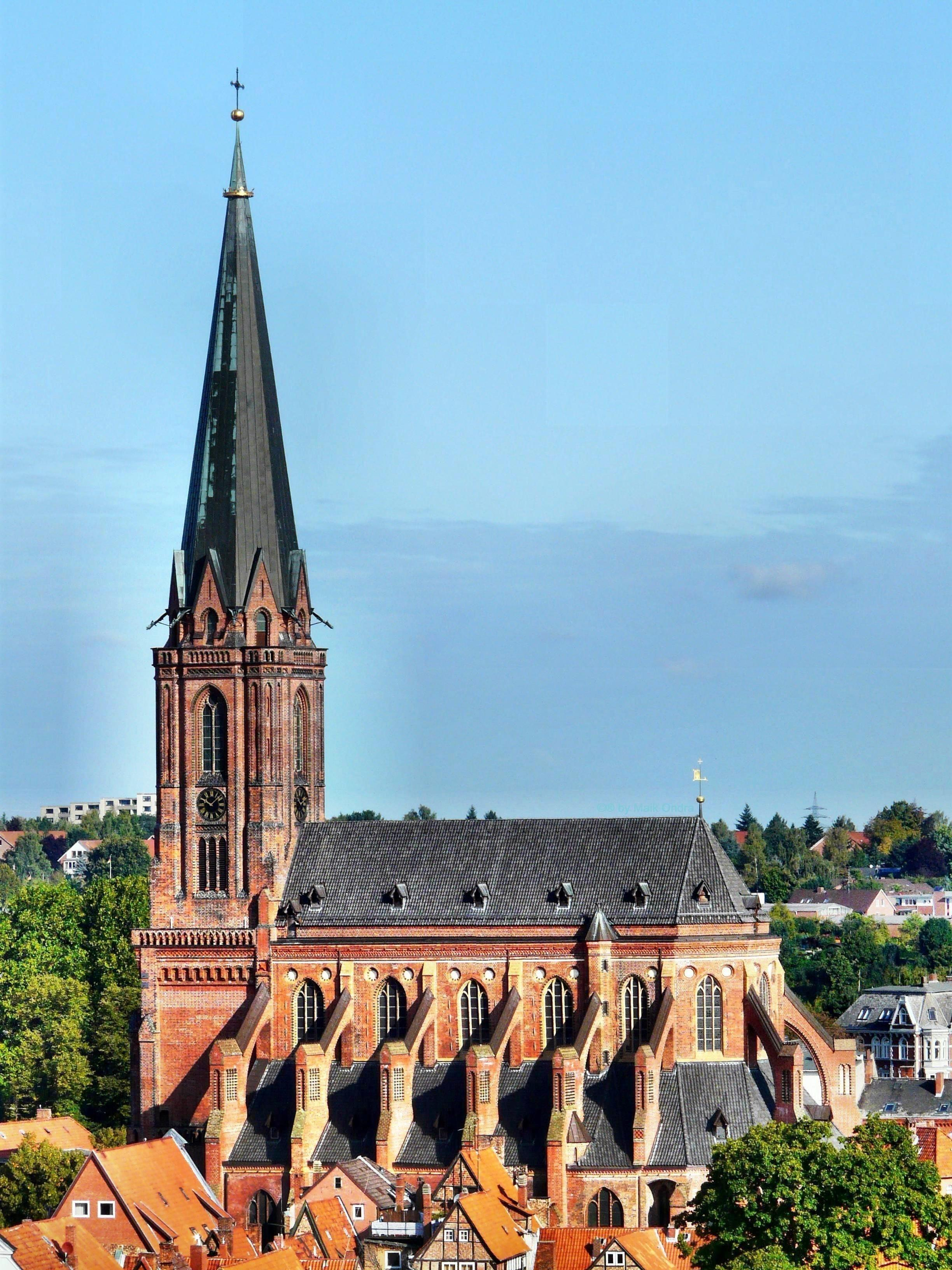
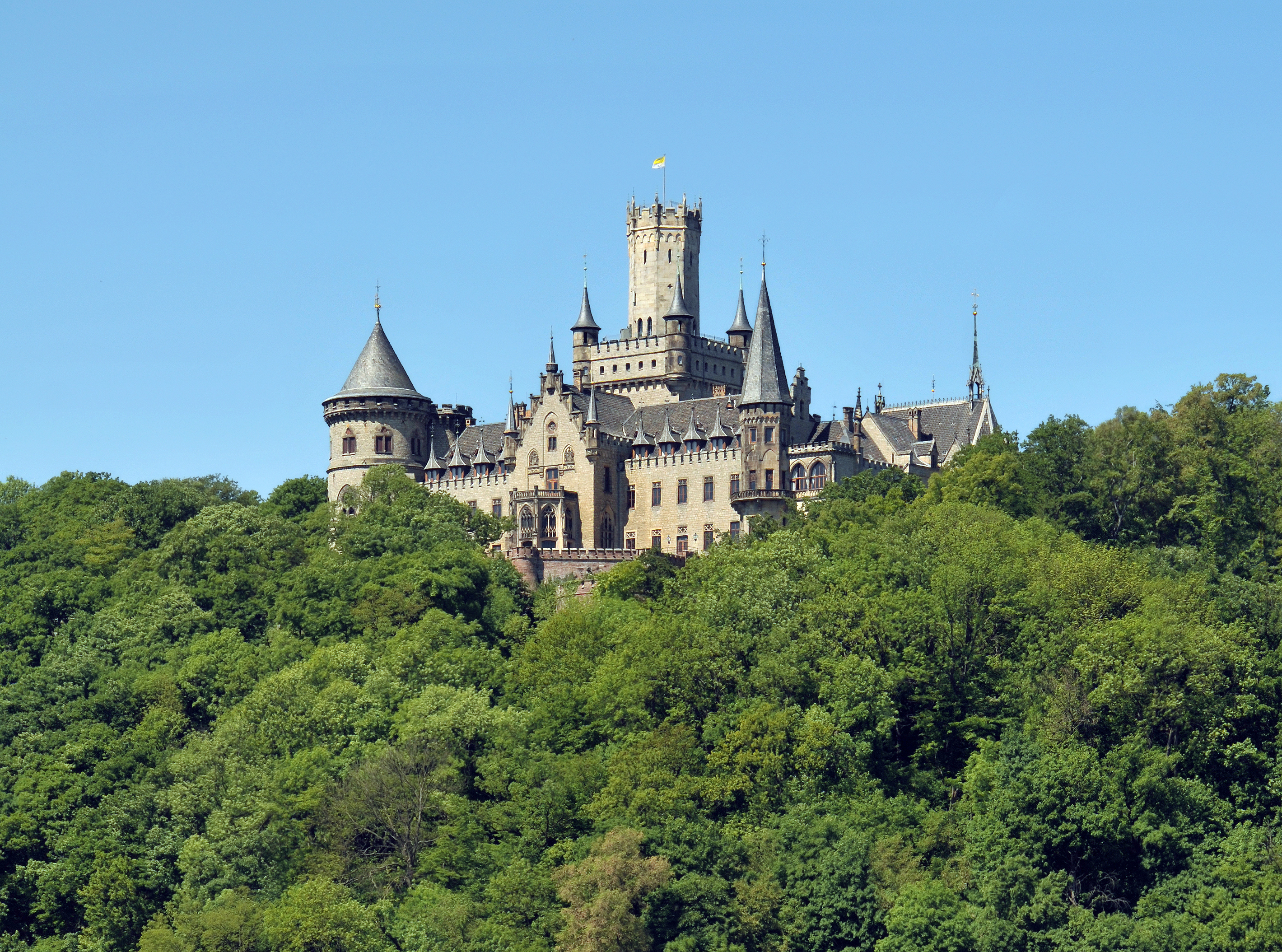

## أعمال بارزة
من أهم أعماله:
- Göttingen station.

## مناصب وهيئات
أدار جامعة هانوفر.

## جوائز
حصل على جوائز منها:
- Order of the Red Eagle 2nd Class.